# پدرو البرتو
پدرو البرتو (انگلیسی: Pedro Alberto; ۱۸ ژوئن ۱۹۶۹ – ۲۰ ژوئیهٔ ۲۰۰۲) بازیکن فوتبال اهل اسپانیا بود.
از باشگاه‌هایی که در آن بازی کرده‌است می‌توان به باشگاه فوتبال رئال اویدو و باشگاه فوتبال دپورتیوو آلاوس اشاره کرد.